# Escalaplano
Escalaplano ist eine italienische Gemeinde (comune) mit 2055 Einwohnern (Stand 31. Dezember 2023) in der Metropolitanstadt Cagliari auf Sardinien. Die Gemeinde liegt etwa 80 Kilometer von Cagliari und grenzt unmittelbar an die Provinz Ogliastra. Der Flumendosa bzw. sein aufgestauter See begrenzen die Gemeinde im Westen und im Nordwesten.
Das Brunnenheiligtum Funtana Coberta liegt bei Escalaplano.

## Einzelnachweise

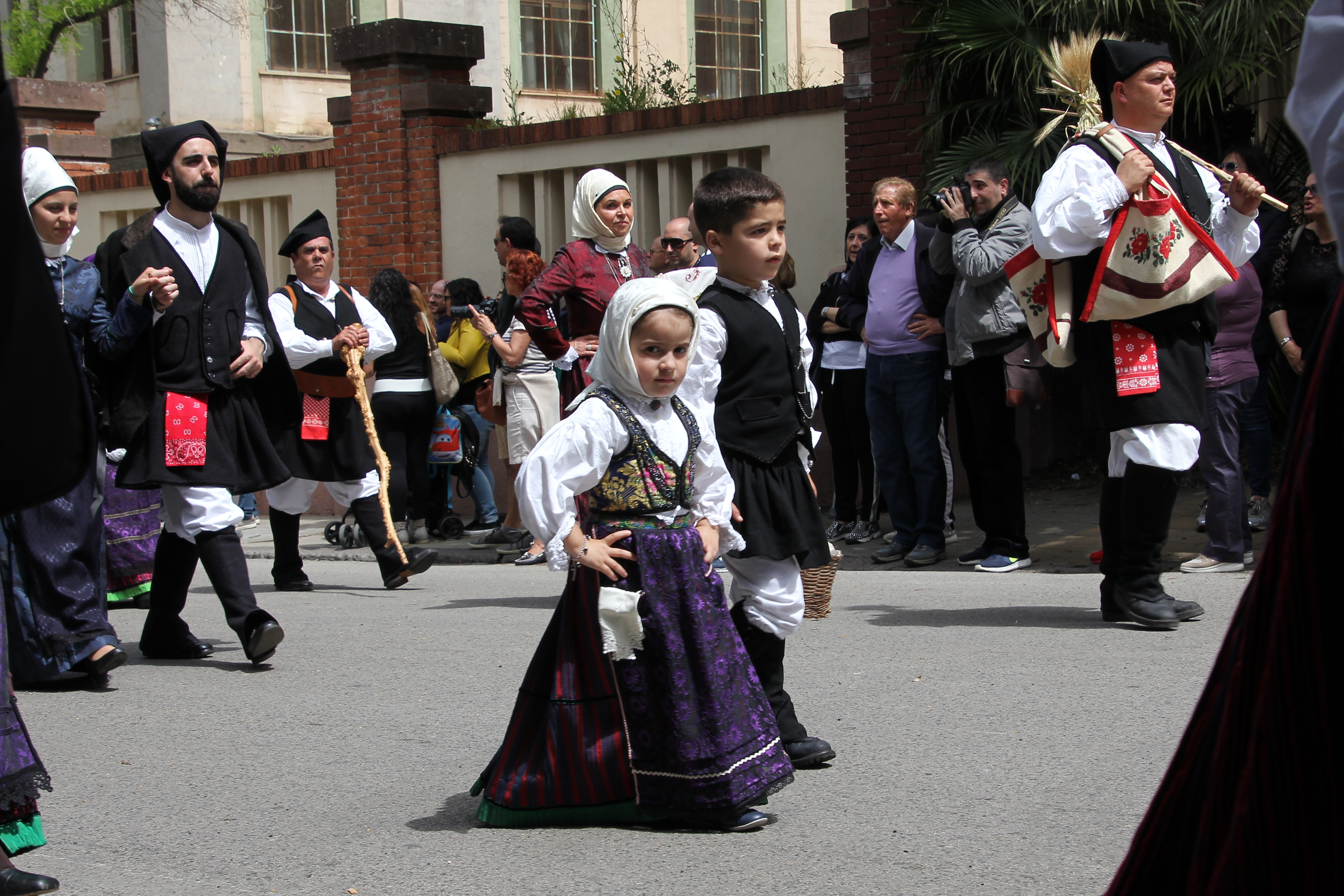
Traditionelle Tracht